# آخرین نینجا ۲
آخرین نینجا ۲(به انگلیسی: Last Ninja 2: Back with a Vengeance)  یک بازی ویدئویی در سبک اکشن و ماجراجویی است که توسط System 3 برای کمودور ۶۴، اسپکتروم و آمستراد سی‌پی‌سی در سال ۱۹۸۸ به عنوان دنباله ای بر بازی آخرین نینجا در سال ۱۹۸۷ ساخته و منتشر شده است.  نسخه NES بازی به سادگی آخرین نینجا نام داشت. در سال ۱۹۹۰، نسخه Last Ninja Remix این بازی مجددا برای سیستم های ۸ بیتی منتشر شد.

## گیم پلی
بازیکنی که یک نینجا را کنترل می کند، باید از طریق سطوح مختلف که توسط مخالفان پر شده است مبارزه کند و در این فرآیند آیتم های لازم را جمع آوری کند. هر سطح محلی متفاوت را نشان می دهد و به چندین صفحه تقسیم می شود. بازی در نمای ایزومتریک ارائه می شود و نینجا می تواند در هشت جهت مختلف حرکت کند و بپرد.
دشمنان، مسلح به مشت و سلاح های مختلف نینجا، در اطراف سطوح پرسه می زنند. نینجا باید یا با دست برهنه یا با سلاحی که در راه پیدا می کند با آنها مبارزه کند. در هر صورت، او چندین ضربه و حمله و همچنین توانایی مسدود کردن را در اختیار دارد. یک اسلحه مخصوص به نام شوریکن وجود دارد که به جای استفاده از آن برای نبرد غوغا، در یک خط مستقیم پرتاب می شود. اگر آنها به دشمن ضربه بزنند، فوراً آنها را می کشند یا حداقل به شدت آسیب می بینند.
آیتم های مختلف پراکنده در اطراف سطوح، مانند کلید، طناب و نقشه. جمع آوری این آیتم ها و استفاده از آنها در مکان مناسب برای تکمیل بازی ضروری است. همچنین همبرگرهایی وجود دارند که با خوردن آنها یک عمر اضافی به ارمغان می آورند.

## موضوع
بازی از عواقب وقایع آخرین نینجا ادامه دارد. آرماکونی با طومارهای کوگا که اکنون در اختیار دارد، آموزش گروه جدیدی از جنگجویان سایه را آغاز کرده است. در طول یک جلسه آموزشی، او به طور مرموزی به شهر نیویورک قرن بیستم منتقل می شود. آرماکونی که از زمان خودش جدا شده است، باید یک بار دیگر شوگون شرور کونیتوکی را شکست دهد.

## منبع
1. ↑  Gary Penn (August 1988). "Ninja 2". pp. 16–17. Retrieved 9 June 2017.